# Pont Anítxkov

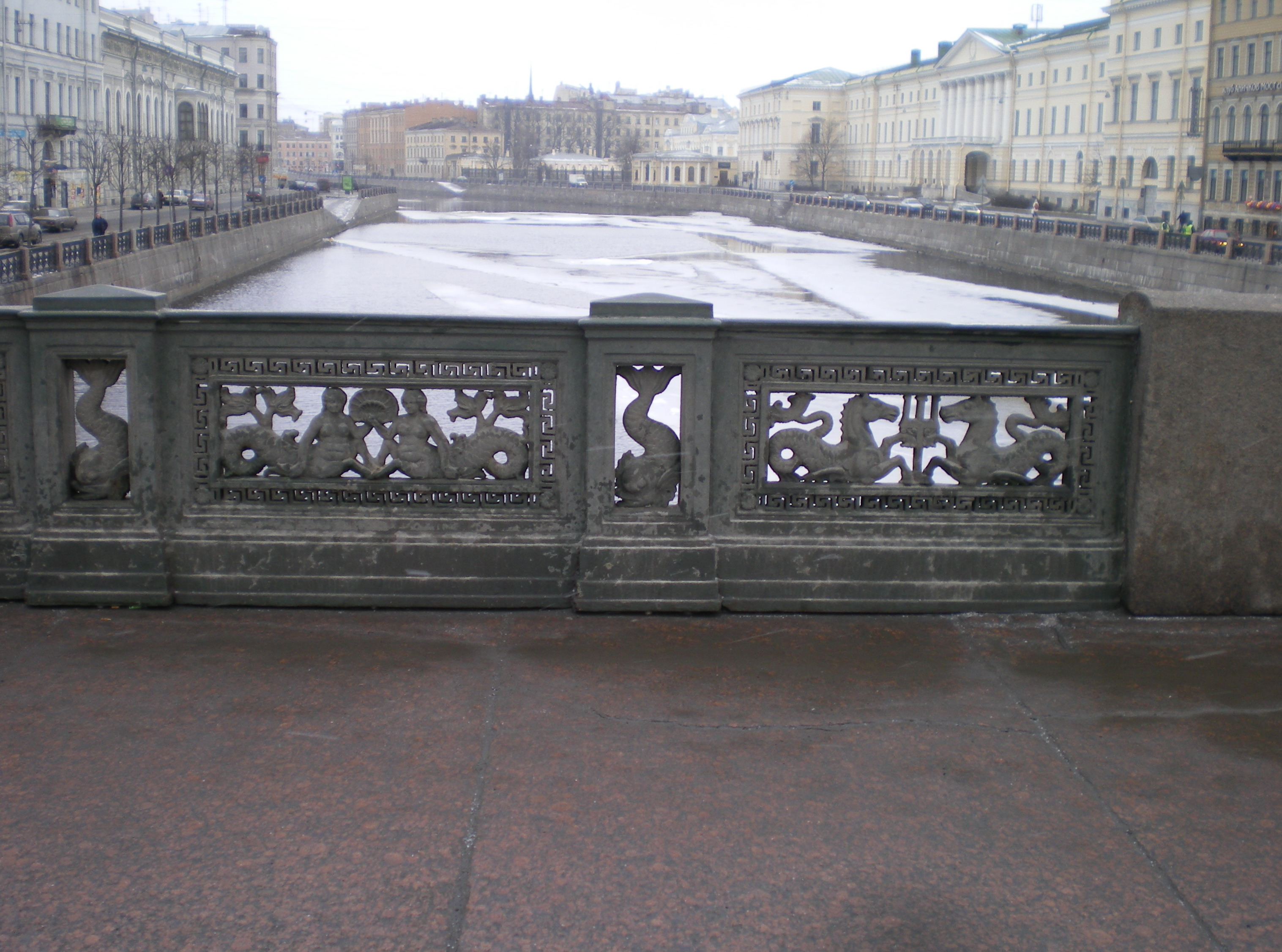
Vista de les baranes del pont

El pont Anítxkov (en rus: Ани́чков мост) és el primer pont i el més famós dels que travessen el riu Fontanka a Sant Petersburg, Rússia. El pont actual, construït entre els anys 1841 i 1842 i reconstruït entre 1906 i 1908, combina una forma simple amb detalls elaborats. A més de les seues quatre cèlebres escultures de cavalls (1849–50), té baranes de ferro ornades que el distingeixen d'altres estructures similars de la ciutat. El pont apareix esmentat en les obres d'Aleksandr Puixkin, Nikolai Gógol i Fiódor Dostoievski.

## Història
El 1715-16, Pere I de Rússia va ordenar construir el primer pont i el va anomenar en honor de l'enginyer que el va construir, Mikhaïl Anítxkov. El pont estava fet de fusta amb diverses obertures i construït sobre pilars dipositats sobre el riu Fontanka; el disseny va estar a càrrec de Domenico Trezzini. En l'actualitat no queden restes d'aquest primer pont.
El 1721, a mesura que la ciutat anava creixent i s'incrementava el tràfic del riu, es van revelar nous plànols per crear un nou pont llevadís. El pont Anítxkov va ser un dels set ponts llevadissos de pedra amb tres obertures i torres que travessaven el riu Fontanka a la fi del segle xviii, dels quals el pont Lomonósov i el pont Stary Kalinkin encara romanen en peus. En aquell moment, l'Anítxkov era una de les atraccions més populars de l'avinguda Nevski i apareixia en nombroses il·lustracions i pintures.
Cap a la dècada del 1840, es va començar a considerar que el disseny del segle xviii, especialment les enormes torres, no estaven d'acord amb l'enorme augment del tràfic que travessava el pont sota l'avinguda Nevski. Entre 1841 i 1842 es va construir en el mateix lloc una estructura de major grandària, més adequada per a l'ample de l'avinguda, sota la supervisió del tinent general Andrei Gotman. El nou pont estava fet de pedra i tenia tres obertures tancades amb arcs subtils: aquesta forma simple i concisa es corresponia bé amb les reixes de ferro que vorejaven el pont i les sirenes col·locades sobre els carrils, dissenyades originalment per Karl Friedrich Schinkel per al Pont Palatí de Berlín.

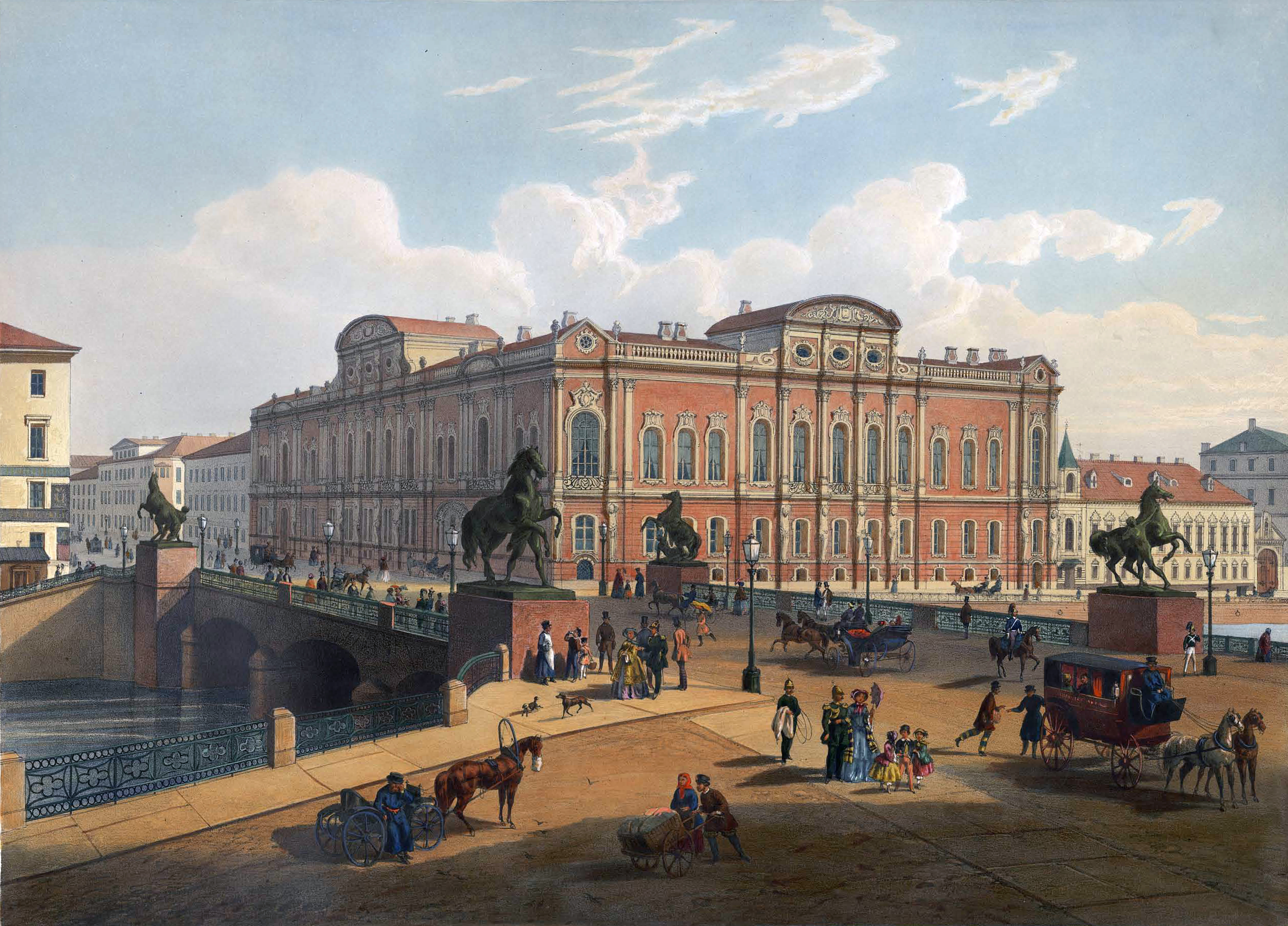
Vista del pont amb el palau Belosselski-Belozerski (dècada de 1850)

## Els cavalls
Les quatre estàtues de cavalls que es troben sobre el pont van ser dissenyades per l'escultor rus Peter Clodt von Jürgensburg i són uns dels llocs de referència més recognoscibles de la ciutat. La temàtica deriva dels marbres colossals romans, sovint identificats amb els Dioscurs, situats en el Quirinal, Roma. Les escultures mostren a quatre homes nus domant cavalls salvatges.

## Galeria

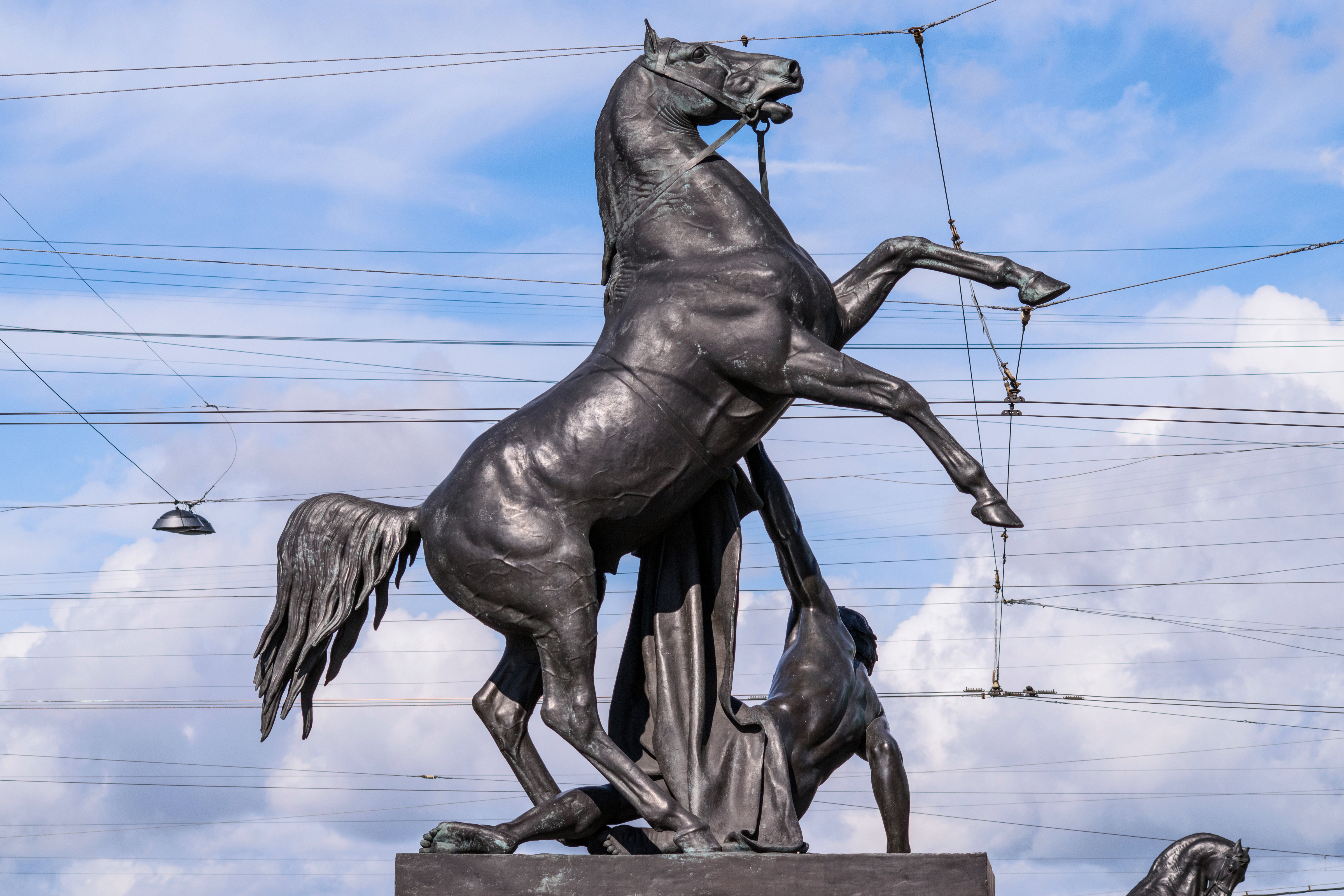
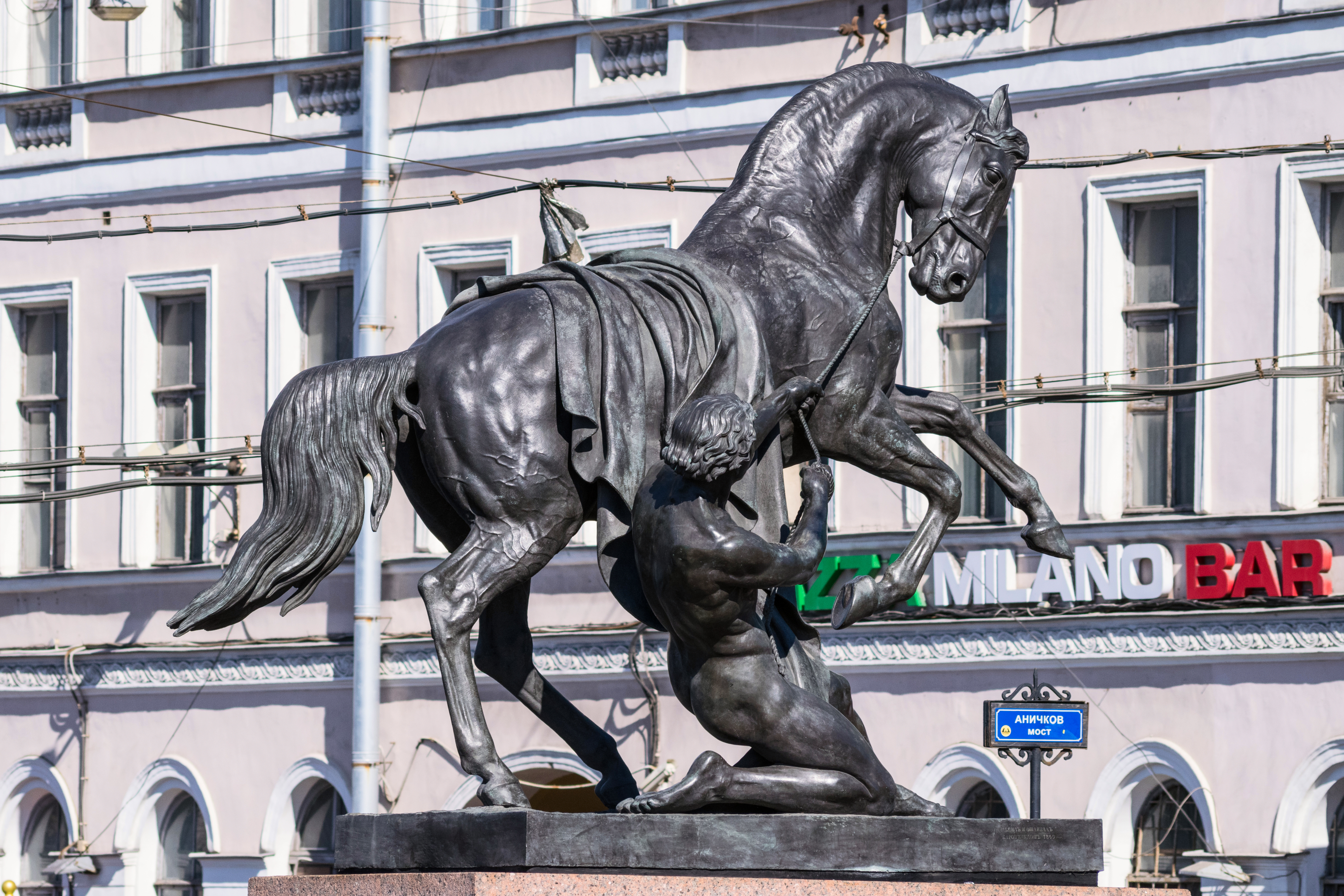
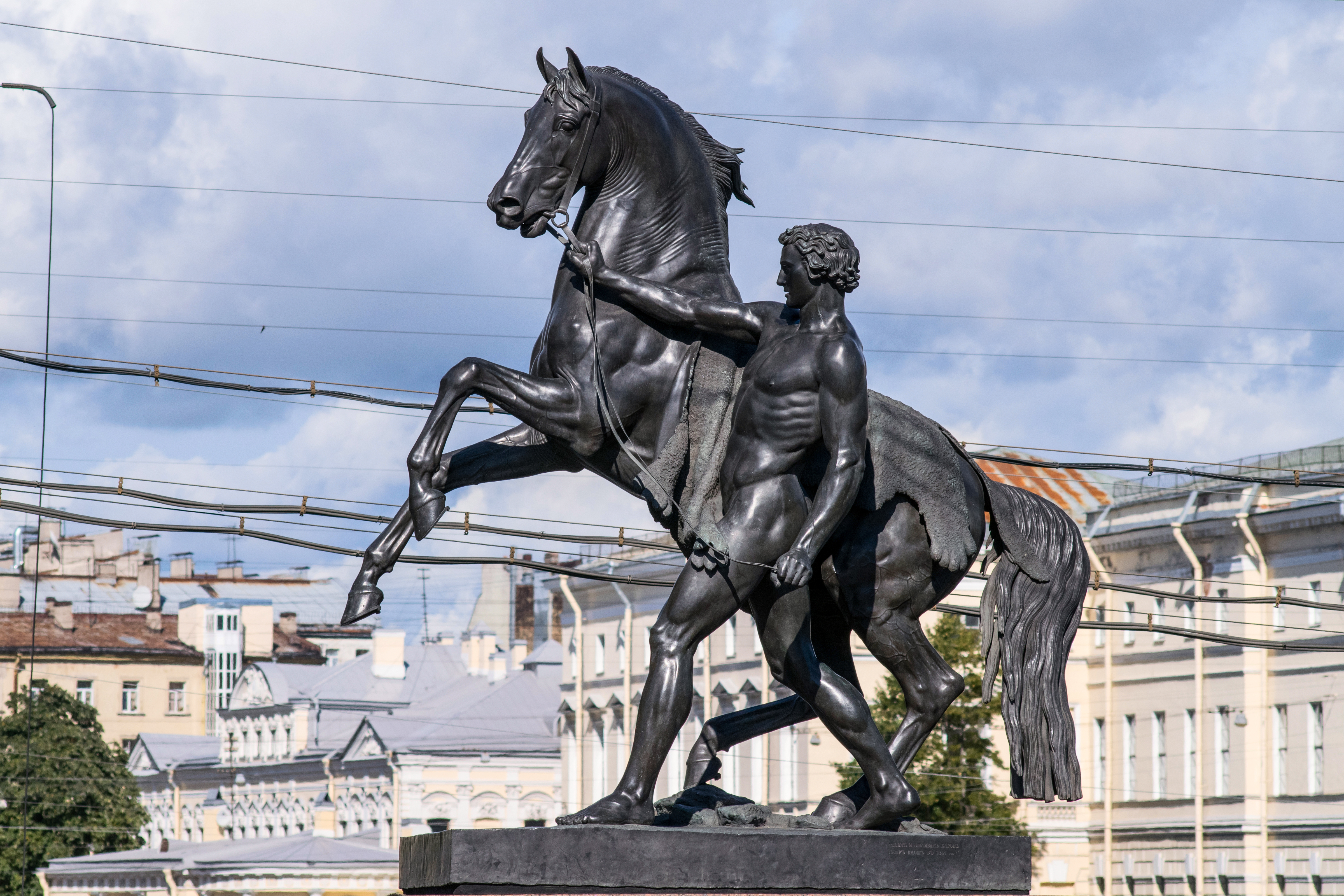
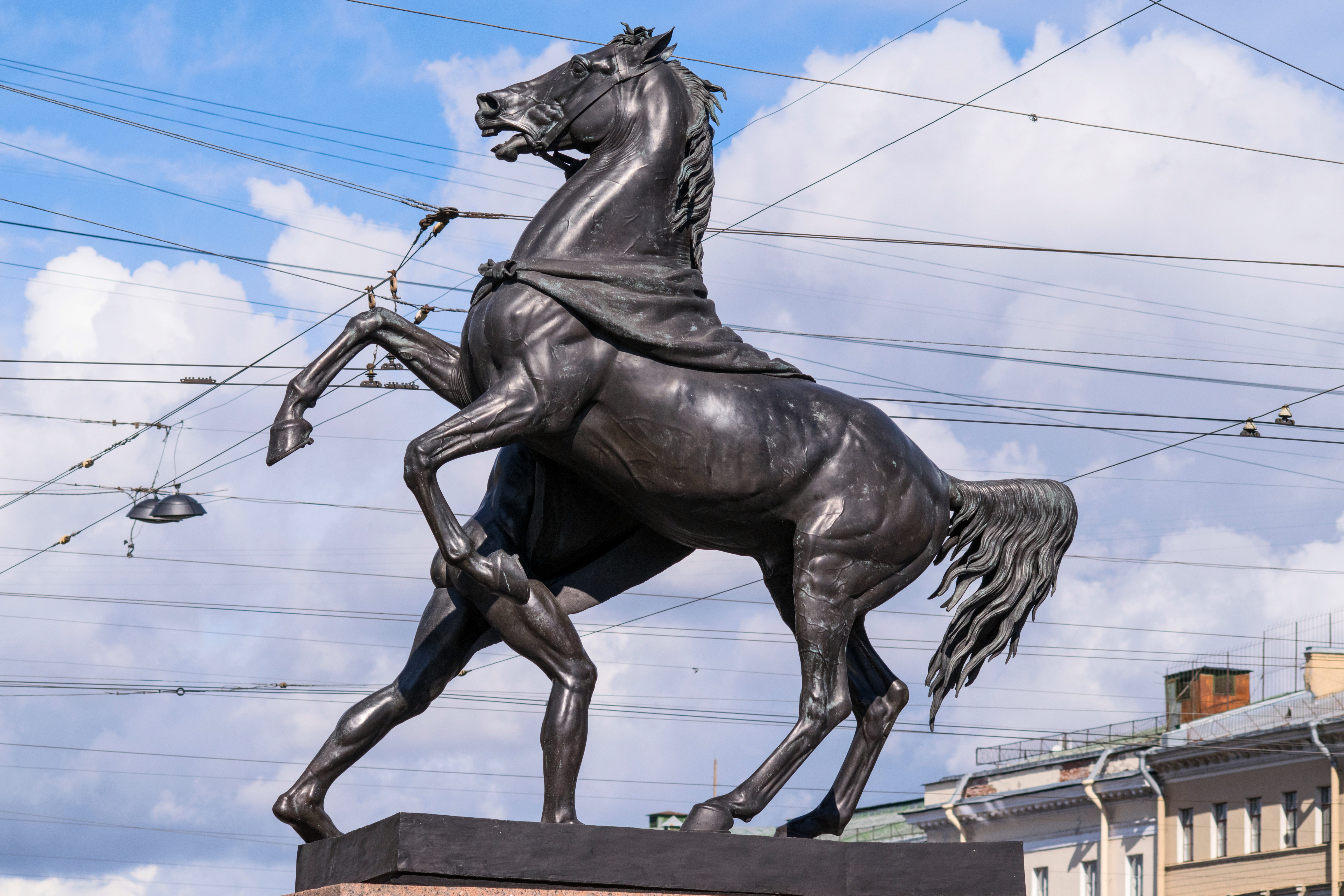